# 山寺站

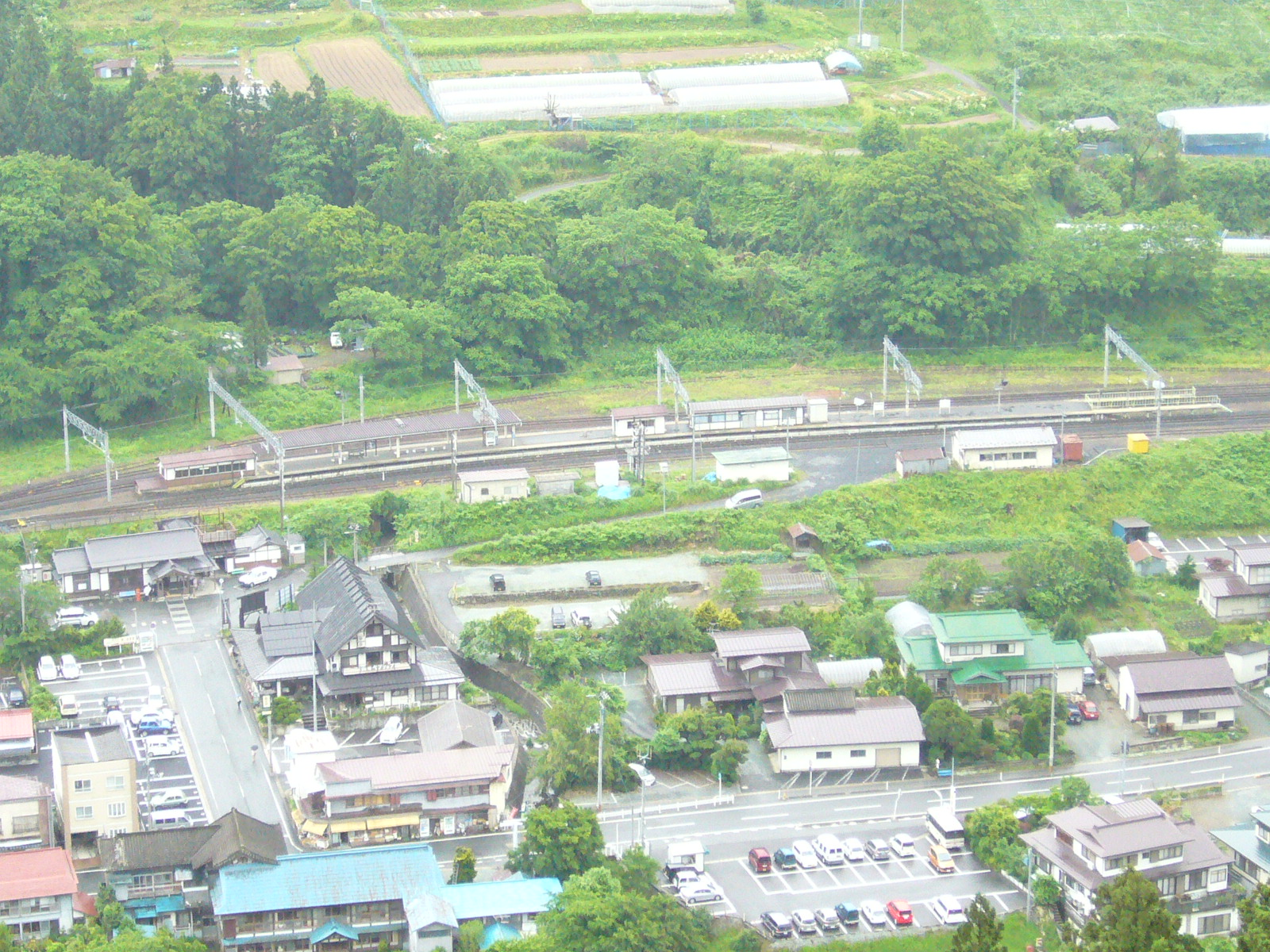
从立石寺远眺山寺站

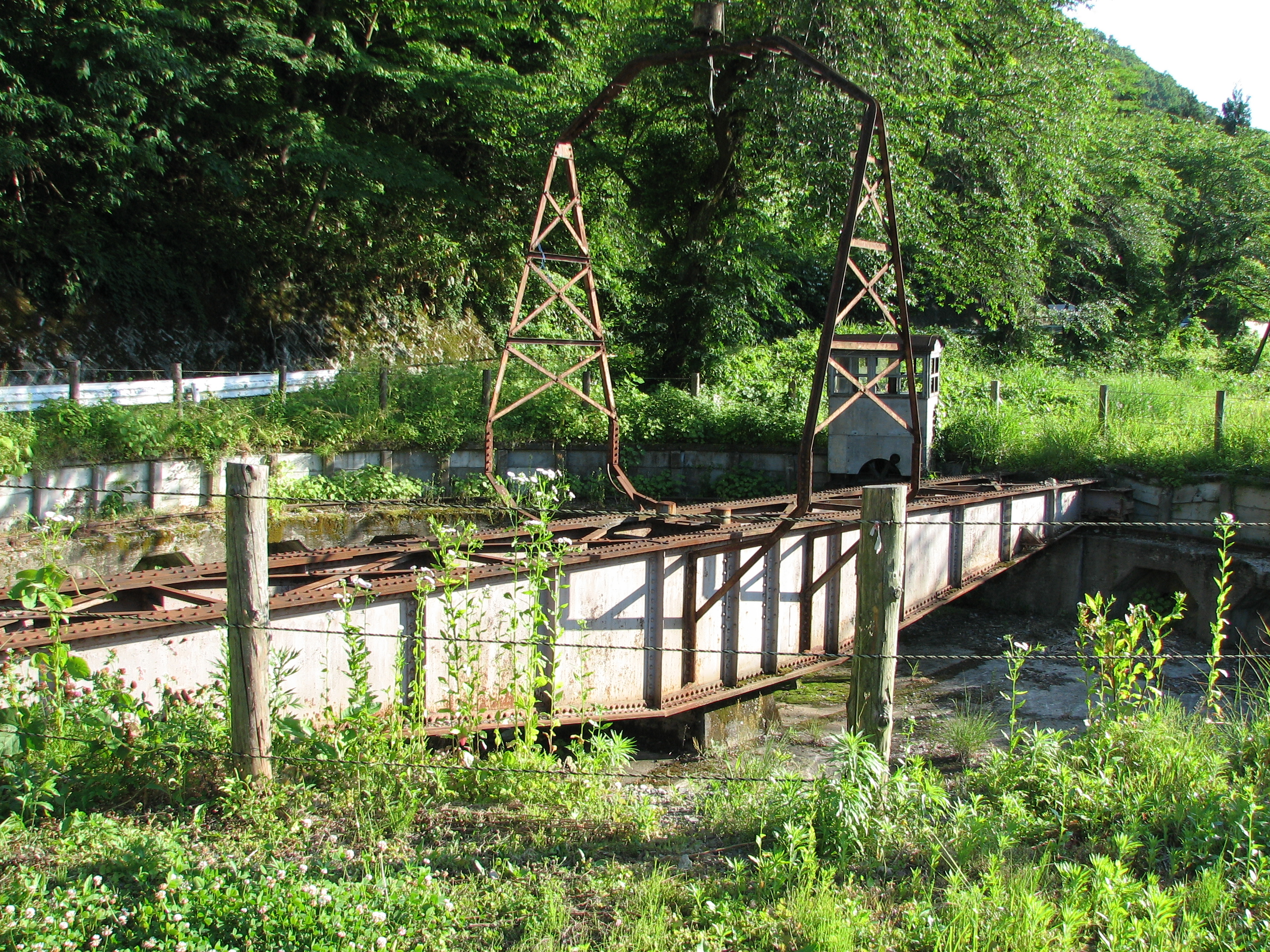
山寺残存的转车台

山寺站（日语：／ Yamadera eki */?）位于山形县山形市大字山寺，是东日本旅客铁道（JR東日本）管辖的鐵路車站。

## 历史
- 1933年10月17日：仙山西线羽前千岁至本周区间开业[2]。
- 1983年4月1日：简易委托化（仍存在运转值班员）。
- 1985年3月14日：仙山线CTC化运转值班员取消。
- 1987年4月1日：国铁分割民营化后成为JR东日本车站。
- 1992年4年）6月：直营化。
- 2013年10月1日：业务委托化。山寺站长取消。
- 2014年4月1日：支持Suica使用[3]。

## 车站结构
岛式站台1台2线的地面车站。站房为寺庙造型。
山形站管理的业务委托站。设置有绿色窗口（营业时间 8：35 - 16：00）和自动售票机。站内设有直梯和扶梯。安装有简易Suica闸机。

### 站台配置
| 站台 | 路线    | 方向 | 目的地               |
| ---- | ------- | ---- | -------------------- |
| 1    | ■仙山线 | 上行 | 作並、爱子、仙台方向 |
| 2    | ■仙山线 | 下行 | 羽前千岁、山形方向   |

## 利用状況
JR東日本2017年1日平均乘车人数516人。
| 乘车人数变化 | 乘车人数变化     | 乘车人数变化  |
| 年度         | 1日平均 乘车人数 | 参考          |
| ------------ | ---------------- | ------------- |
| 2000年       | 643              | [ 客流量 2 ]  |
| 2001年       | 672              | [ 客流量 3 ]  |
| 2002年       | 661              | [ 客流量 4 ]  |
| 2003年       | 668              | [ 客流量 5 ]  |
| 2004年       | 658              | [ 客流量 6 ]  |
| 2005年       | 633              | [ 客流量 7 ]  |
| 2006年       | 607              | [ 客流量 8 ]  |
| 2007年       | 593              | [ 客流量 9 ]  |
| 2008年       | 576              | [ 客流量 10 ] |
| 2009年       | 549              | [ 客流量 11 ] |
| 2010年       | 502              | [ 客流量 12 ] |
| 2011年       | 435              | [ 客流量 13 ] |
| 2012年       | 491              | [ 客流量 14 ] |
| 2013年       | 548              | [ 客流量 15 ] |
| 2014年       | 505              | [ 客流量 16 ] |
| 2015年       | 502              | [ 客流量 17 ] |
| 2016年       | 498              | [ 客流量 18 ] |
| 2017年       | 516              | [ 客流量 1 ]  |

## 相邻车站
東日本旅客铁道（JR東日本）
□快速
作並－山寺－（高濑（部分列车））－羽前千岁
■普通
面白山高原－山寺－高濑